# E-Prix di Parigi
L'E-Prix di Parigi è un evento automobilistico con cadenza annuale destinato alle vetture a trazione interamente elettrica del campionato di Formula E tenuto a Parigi. È stato disputato per la prima volta il 23 aprile 2016, quale settima gara della stagione 2015-2016.

## Circuito
L'evento si disputa sul Circuit des Invalides che è lungo 1,93 km. Si compone di 14 curve che si snodano nel centro di Parigi, attorno al complesso di edifici Hôtel des Invalides, che comprendono il Musée de l'Armée e la tomba di Napoleone Bonaparte.

## Albo d'oro
| Edizione | Tracciato                    | Vincitore                                 | Secondo                                   | Terzo                                | Pole position                  | Giro veloce                               |
| -------- | ---------------------------- | ----------------------------------------- | ----------------------------------------- | ------------------------------------ | ------------------------------ | ----------------------------------------- |
| 2016     | Circuito cittadino di Parigi | Lucas Di Grassi Audi Sport ABT Schaeffler | Jean-Éric Vergne DS Virgin Racing         | Sébastien Buemi Renault-e.dams       | Sam Bird DS Virgin Racing      | Nick Heidfeld Mahindra Racing             |
| 2017     | Circuito cittadino di Parigi | Sébastien Buemi Renault-e.dams            | José María López DS Virgin Racing         | Nick Heidfeld Mahindra Racing        | Sébastien Buemi Renault-e.dams | Sam Bird DS Virgin Racing                 |
| 2018     | Circuito cittadino di Parigi | Jean-Éric Vergne Techeetah                | Lucas Di Grassi Audi Sport ABT Schaeffler | Sam Bird DS Virgin Racing            | Jean-Éric Vergne Techeetah     | Lucas Di Grassi Audi Sport ABT Schaeffler |
| 2019     | Circuito cittadino di Parigi | Robin Frijns Envision Virgin Racing       | André Lotterer Techeetah                  | Daniel Abt Audi Sport ABT Schaeffler | Oliver Rowland Nissan e.dams   | Robin Frijns Envision Virgin Racing       |